# Янкевич Мар'яна Олександрівна
Мар'яна Олександрівна Янкевич (нар. 12 грудня 1990, Пустомити), більш відома як МаріАм (англ. MariAm) — акторка дубляжу й озвучення, сценаристка, звукодизайнерка, театрознавиця та ютуб-блогерка. Освіту здобула у Львівському Національному Інституті ім. І. Франка (фахівець з театрознавства та акторської майстерності). І, хоча, за фахом вона й театральна акторка, більшу частину свого життя вона, все ж таки, присвятила коміксам.
Веде власні канали на You Tube під назвою MariAm Blog, де розповідає про комікси і не тільки, а також MariAm Project, який присвятила озвучці. І MariAm Talk, у якому проводить інтерв'ю з цікавими творчими особистостями.
Також вона є авторкою двох фікшин подкастів: «Міжгалактичне радіо» та «Рядова М».
Її голосом розмовляють більш ніж двадцять персонажів. Працювала над озвучкою персонажів серіалів «Еш проти зловісних мерців», «Дивні дива», «Моторошні пригоди Сабріни» та «Рік та Морті». На сьогоднішній день Мар'яна робить огляди на новітні фільми та серіали, а також рецензує та порівнює комікси з їх подальшою екранізацією.
Згідно зі слів самої Мар'яни, до її репертуару входять: старенькі бабці, діти, сексуальні жінки, дурненькі дівчата, та «живий тембр».

## Перша робота
Свою кар'єру вона почала з роботи офіціанткою у «Світі кави», де пропрацювала з вересня до січня. «Це важко — це 14 годин на ногах.»- згадує МаріАм — мала весь день стояти чи сидіти, не могла й присісти". Робота була стоячою, тож після неї дівчина «довго не могла ходити і стояти». Тож, згодом, вона звідти пішла.

## Початок кар'єри
Кар'єру ж акторки озвучення вона почала ще у січні 2014-го з того, що почала озвучувати японські аніме, бо, з її власних слів «на той час дуже любила аніме». А театр вона покинула, бо той більш не задовольняв її потреб у творчій самореалізації.
З техніки має лише комп'ютер та USB-мікрофон.
А навесні того ж року почала вести свій власний блог на You Tube, який присвятила спершу театрові, а вже потім — коміксам. Щоправда у 2018 році Мар'яна відмовилась від теми театру у своєму блозі, бо той «став відчужений: свої колективи, свої терки між собою.»
У тому ж 2018-му Янкевич почала співпрацювати з львівським видавництвом UA Comix, та коміксовою спільнотою загалом. «Видавництво саме українських коміксів — це доволі нішева штука. Треба розвивати її, популяризувати. Люди мало що знають про комікси», — каже МаріАм.
Трохи згодом у MariAm Blog з'явилися наступні рубрики:
- Огляди фільмів;
- Огляди настільних ігор;
- Процес озвучення;
- Анти-інтерв'ю;
- Сингулярність (огляд синглів українських та іноземних коміксів).

А почалось усе це з огляду під назвою "101 провал «Диво-жінки», де МаріАм робила розбір знімань, ляпів сюжету, тощо. «Спочатку мої огляди були прості — аналіз режисури, акторської майстерності, візуальних ефектів. За такими критеріями завжди аналізую роботи, але згодом почала вбудовувати це якісь інші елементи», — коментує Янкевич.

## Комікси як інший всесвіт
Стосовно свого ставлення до коміксів Мар'яна коментує так: « Комікси — інший всесвіт. В Америці воно рівнозначне Голлівуду. З них практично і вийшли ці супергеройські фільми. На хвилі популяризації коміксів фільми стали популярними. У нас навпаки — через фільми комікси стали популярними. Там всесвіти всі перемішані. Дуже часто ми можемо побачити одного персонажа в різних ситуаціях. Це такі забавки, які подобаються дорослим людям».

## «Сингулярність»
Стосовно ж своєї рубрики «Сингулярність», блогерка каже наступне: "Сингулярність — це занурення в атмосферу, і цей формат мене вивів на новий формат оглядів фільмів. Поки що таких нових три — «Атлантида», «Мої думки тихі» і «Додому».

## Блогерська діяльність
Про свою діяльність на ютубі МаріАм говорить: «В Youtube потрібно мати побільше вподобайок і коментарів. Але якщо в тебе контент не дуже хайповий, на нього не дуже і заходять».
Серед своїх прикладів для створення каналу дівчина називає російський Youtube-канал Chuck Review. А до прикладу взяла: «Бо англійську я дуже погано розумію».

## Акторська діяльність
За озвучення ж Янкевич береться на волонтерських засадах, бо робота не приносить ніяких доходів. "Оскільки я живу у Львові, я не можу поїхати в Київ, де всі професійні студії знаходяться, і себе там спробувати. Попасти в якийсь проєкт я не можу. Тому працюю так, з хати. Робимо піратське озвучення швидше. Нам за це ніхто не платить, " — каже вона.
«Коли почнеться популяризація, з'явиться масовий глядач, ми зможемо якось „вигрібати“ у плані грошей. Тоді би ми змогли купувати права на озвучку. Так працюють телеканали і студії. Все впирається у кількість глядачів. Їх небагато», — говорить акторка.

## Співпраця
Активно співпрацює з творчими спільнотами AdrianZP, Творча Спільнота Струґачка, FanVoxUA, Дивнобачення, Цікава наука та іншими.
Окрім Ютубу голос МаріАм можна почути у: аудіокнигах, рекламі, українській локалізації ігор, мультфільмів, серіалів, фільмів, короткометражок чи просто мемів.

## Сім'я
Одружена. Має сина Марка, якого народила у 2016-му році.